# Pest Man Wins
Pest Man Wins (br.: Controle de descontrolados) é um filme estadunidense curta metragem de 1951, dirigido por Jules White. É o 136ª filme de um total de 190 da série com os Três Patetas, produzida pela Columbia Pictures entre 1934 e 1959.

## Enredo
Os Três Patetas são exterminadores de pragas que estão com problemas para encontrarem clientes. Eles passam por uma grande casa onde a proprietária está dando uma festa sofisticada e resolvem soltar as formigas, ratos e traças que trazem consigo para depois oferecerem seus serviços. O plano dá certo e a proprietária os contrata assim que eles aparecem, mas pede que se vistam como convidados pois não quer que os outros saibam da infestação. Os Patetas fazem as costumeiras  trapalhadas na tentativa de deterem as pragas até que são chamados para o jantar. De imediato começam a discutir entre si e iniciam uma tremenda "guerra de tortas", até serem colocados para dormir pela proprietária que usa para isso um grande bastão de basebol.